# Dmitrij Olegovics Bulikin
Dmitrij Olegovics Bulikin (oroszul: Дмитрий Олегович Булыкин; Moszkva, 1979. november 20. –) orosz labdarúgó, csatár. jelenleg a Twente játékosa.

## Pályafutása

### Klubcsapatokban
Pályafutását a Lokomotyiv Moszkva csapatában kezdte 1997-ben. Három évig erősítette a Lokomotyivot, ezalatt 68 mérkőzésen 18 alkalommal talált az ellenfelek kapujába. 2001-ben a Gyinamo Moszkvához igazolt, ahol a jó teljesítményének köszönhetően hamar a csapat első számú góllövőjévé vált, ráadásul 2003-ban az orosz válogatottba is beválogatták. 2007. augusztus 28-án aláírt a Bayer Leverkusenhez. A német érdeklődését akkor keltette fel, amikor egy barátságos találkozón két gólt is szerzett a bundesligában szereplő csapat ellen. Első találatát a Bayer színeiben 2007. december 19-én szerezte egy Zürich elleni UEFA-kupa mérkőzésen. A 2007–2008-as szezonban összesen 19 mérkőzésen kapott szerepet és ezalatt ötször volt eredményes. 2008 augusztusában távozott és a belga Anderlechthez szerződött. Első belga bajnokiján rögtön két góllal mutatkozott be, azonban a sikeres kezdést követően hamar kikerült a csapatból és mindössze 10 mérkőzésen lépett pályára a szezonban. Emiatt is 2009-ben kölcsönadták a Fortuna Düsseldorfnak, ahol szintén keveset játszott, mivel egy sérülés hátráltatta és a felépülési idő öt hónapot vett igénybe. A 2010–2011-es szezonban ismét kölcsönadták, ezúttal a holland ADO Den Haag-hoz. A bajnokság végén 21 gól volt a neve mellett, ezért a szurkolók körében nagyon népszerű volt, az ADO pedig megpróbálta végleg leigazolni, de ez nem jött össze és visszatért az Anderlechthez. 2011. augusztus 31-én az Ajaxhoz írt alá egy évre. Első gólját a PSV Eindhoven elleni rangadón szerezte, ahol csapata második gólját lőtte a 2–2-re végződő mérkőzésen. 2012 nyarán, miután letelt az egyéves szerződése távozott és a Twente együtteséhez igazolt.

### A válogatottban
Az orosz válogatottban 2003. szeptember 9-én mutatkozott be egy Írország elleni 2004-es Eb-selejtezőn. A következő mérkőzésén három gólt lőtt Svájcnak, Oroszország 4–1-re győzött és ezzel kijutott a 2004-es Európa-bajnokságra. A tornán a Görögország elleni csoportmérkőzés alkalmával szintén betalált és 2–1-re legyőzték a későbbi Európa-bajnokot.
A nemzeti csapatban 2003. és 2005 között 15 alkalommal szerepelt a nemzeti csapatban 7 gólt szerzett.

## Sikerei, díjai
Lokomotyiv Moszkva
- Orosz második helyezett (2): 1999, 2000
- Orosz harmadik helyezett (1): 1998
- Orosz kupagyőztes (2): 1999, 2000

Anderlecht
- Belga második helyezett (1): 2008–09
- Belga szuperkupagyőztes (1): 2010

Ajax
- - Holland bajnok (1): 2011–12

Egyéni
- A legjobb külföldön játszó orosz labdarúgó: 2011

## Külső hivatkozások
- Dmitrij Bulikin – a transfermarkt.de honlapján
- Dmitrij Bulikin – a National-football-teams.com honlapján